# محمدرضا تبریزی نوری
محمدرضا تبریزی نوری، (زادهٔ ۱۳۵۸ در مشهد) قهرمان بدنسازی معلولان جهان است. وی برادر کوچک‌تر حسن تبریزی نوری (قهرمان بدن‌سازی پیش‌کسوتان جهان)، علی تبریزی نوری (قهرمانِ قهرمانان بدن‌سازی جهان) و محمود تبریزی نوری (قهرمان بدن‌سازی آسیا) است.

## زندگی‌نامه
محمدرضا تبریزی نوری متولد ۱۳۵۸ (خورشیدی) در شهر مشهد است. وی دارای چهار برادر و سه خواهر بوده و هم‌اکنون متأهل می‌باشد. وی در مسابقات بدن‌سازی معلولان جهان در سال ۲۰۱۱ فدراسیون جهانی بدن‌سازی و تناسب‌اندام (IFBB) موفق به کسب مقام دوم و در سال ۲۰۱۶ موفق به کسب عنوان قهرمانی جهان گردیده‌است.همچنین در مسابقات دسته ویلچر مستر المپیا سال 2023 موفق به کسب مقام چهارمی این دسته گردید.